# (3542) Tanjiazhen
(3542) Tanjiazhen es un asteroide perteneciente al cinturón de asteroides, descubierto el 9 de octubre de 1964 por el equipo del Observatorio de la Montaña Púrpura desde el Observatorio de la Montaña Púrpura, Nankín (China).

## Designación y nombre
Designado provisionalmente como 1964 TN2. Fue nombrado Tanjiazhen en homenaje al genetista chino Tan Jiazhen.